# カナバニン
カナバニン(Canavanine)は、豆果に含まれる、タンパク質を構成しないアミノ酸である。構造的にはアルギニンと関連があり、アルギニンのメチレン基(-CH2-)がカナバニンではオキサ基（酸素原子）になっている。カナバニンは主に種子に蓄積し、草食動物からの防護と成長中の胚の窒素源の2つの役割を持つ。カナバニンの毒性のメカニズムは、これを摂取した生物がアルギニンと間違えてタンパク質に取り込み、適切な機能を持たない構造的に異常なタンパク質が作られることによるものである。

アルギニンと比較したカナバニンの化学構造

ある特殊な草食動物は、カナバニンを効率的に代謝したり、新しいタンパク質への取込みを避けたりして、カナバニン耐性を持つ。この能力の例は、オオタバコガやニセアメリカタバコガの幼虫で見られ、大量のカナバニンの摂取にも耐えられる。これらの幼虫は、恐らく基質特異性の高いアルギニンtRNAリガーゼのためにカナバニンのタンパク質への取込みを避けることができる。対照的に、タバコスズメガの幼虫はアルギニンtRNAリガーゼの基質特異性が低いため、生体重で1.0 μg/kgという少量のカナバニンの摂取に耐えられない。これらの生物のアルギニンtRNAリガーゼは実験的に調べられていないが、タバコスズメガで、放射線標識されたアルギニンとカナバニンの取込の比率が約3:1であることが示されている。
マメ科ジオクレア属のDioclea megacarpaの種子は、多量のカナバニンを含んでいる。マメゾウムシ亜科のCaryedes brasiliensisはこれに耐性を持つが、既知で最も基質特異性の高いアルギニンtRNAリガーゼを持つ。この昆虫では、新しく合成されたタンパク質に取り込まれるカナバニンの放射性標識は、ほぼ検出されない。さらに、カナバニンを他のアミノ酸合成のための窒素源として用いることができる。
カナバニンを摂取させたNZB/W F1、NZB、DBA/2のマウスは、全身性エリテマトーデスと似た症状を示すが、1%のカナバニンを含むタンパク質を恒常的に摂取したBALB/cマウスは、寿命に変化は見られなかった。カナバニンの毒性は、恐らくタンパク質欠乏の状況で強まり、1%程度のカナバニンを含むアルパイン・スウィートベッチの種子の摂取による毒性は、「イントゥ・ザ・ワイルド」で映画化されたクリストファー・マッカンドレスの死の原因として示唆されている。
ムラサキウマゴヤシの種子と芽はカナバニンを含み、ヒトを含むサル目の全身性エリテマトーデス様症状やその他の自己免疫疾患と関連している。多くの場合、消費を止めると問題が解消される。

## 関連文献
- Rosenthal, Gerald A. (1986). “Biochemical insight into insecticidal properties ofl-Canavanine, a higher plant protective allelochemical”. Journal of Chemical Ecology 12 (5):  1145-56. doi:10.1007/BF01639001. PMID 24307052.
- Rosenthal, G. A.; Berge, M. A.; Bleiler, J. A.; Rudd, T. P. (1987). “Aberrant, canavanyl protein formation and the ability to tolerate or utilize L-canavanine”. Experientia 43 (5):  558-61. doi:10.1007/BF02143585. PMID 3582574.